# Artur Saco del Valle i Flores
Artur Saco del Valle i Flores (Girona, 3 de febrer del 1869 - Madrid, 3 de novembre del 1932) va ser un compositor i director d'orquestra, autor de nombroses sarsueles.

## Biografia
De família artística (era fill  de Carlos Saco del Valle, un prolífic editor i comercialitzador de música impresa), es va formar musicalment al Real Conservatorio de Madrid amb els mestres Arrieta (composició), Cantó (harmonia) i Mendizábal (piano) de primer, i completà els estudis amb els mestres Ruperto Chapí i Luigi Mancinelli. Va ser músic militar, dirigí la banda del Cos d'Enginyers de Madrid (1897-1904) i, més tard, altres bandes militars, així com la municipal de Donostia. El 1914 fou nomenat catedràtic d'orquestració (instrumentació) del "Conservatorio Nacional de Música y Declamación" de Madrid, i romangué en el càrrec fins a la mort el 1932. Establert a la capital d'Espanya, hi dirigí entre 1911 i 1925 el teatre Reial (amb la interpretació de diverses òperes) i hi fou el darrer mestre de la capella reial de música entre 1914 i 1931. Dirigí, també, gires de concerts d'òpera per ciutats espanyoles i portugueses, per exemple a Barcelona a la temporada 1917-1918 del Liceu. L'any 1929 va fundar l'"Orquesta Clásica de Madrid". Fou nomenat "Consejero de Instrucción Pública" (1926-1930) i elegit membre de la "Junta Nacional de la Música y Teatros Líricos" (1931).
Compongué prop de cinquanta sarsueles, algunes en col·laboració amb músics com Amadeu Vives, Luis Foglietti o Ruperto Chapí, i amb lletristes com Pedro Muñoz Seca, els germans Serafín i Joaquín Álvarez Quintero, Miguel Mihura o Ramon Rocabert Roure. També va ser autor de música militar, destacadament de la cançó Legionarios y Regulares, que recopilava i refonia antològicament temes musicals propis dels soldats de les colònies espanyoles a l'Àfrica. Compongué, igualment, música sacra, peces per a piano i altres composicions purament instrumentals. Molt influït per la música de Richard Wagner (un estudiós el definí recentment com "uno de los wagnerianos más importantes en las dos primeras décadas del seiglo XX en Madrid"), n'adaptà fragments per a orquestra i per a ser interpretats en funcions religioses.
El rei el distingí amb l'Orde d'Alfons XII, i Joaquín Turina li dedicà la «Fantasía italiana, op. 75, para piano».

## Obres
(selecció)
- Concurso de clarinete[d 1]
- Ensueño (1925), cançó
- Fiesta de aldea, suite, per a orquestra
- Mazurka, per a piano[d 2]
- Serenata en re mayor (1925), per a violí i arpa
- Recuerdo, per a piano[d 2]

### Música militar
- Bailén[d 3]
- Legionarios y regulares (1925), pas-doble/marxa cantat[4][d 4]
- Recepción (1923), pas-doble/ marxa[d 5]
- El zapador

### Música per a l'escena
- A fuerza de puños, zarzuela en un acto, dividido en tres cuadros (1912), llibret d'Emilio González del Castillo López i Javier de Burgos (oncle)[n 2]
- Los amarillos, zarzuela cómica en un acto, dividido en dos cuadros (1900), llibret de Francisco Flores García i Joaquín Abati y Díaz[n 2]
- Aprieta constipado (1900), amb música de Ruperto Chapí i A.Saco del Valle
- La bella Lucerito (1907), entremès de Serafín i Joaquín Álvarez Quintero[n 2]
- El capataz (1911), amb lletra d'Enrique Prieto Enríquez i Ramon Rocabert Roure, i música de Cayo Vela i A.Saco del Valle
- Centinela...alerta, amb lletra de Miguel Mihura i Ricardo González del Toro, i música de Manuel Quislant i A.Saco del Valle
- El cochero (1905), amb lletra d'E.Prieto i R.Rocabert, i música d'Amadeu Vives i A.Saco del Valle
- El dinero y el trabajo (1905), amb lletra de J.Jackson i R.Rocabert, i música d'A.Vives i A.Saco del Valle
- Los dos amores, zarzuela dramática en un prólogo y cuatro cuadros (1911), llibret de Javier de Burgos (nebot)[n 2]
- La golfa (1900), amb lletra de Pau Parellada i Molas (Melitón González)
- La Marujilla (1905), amb lletra de J.Jackson, Antonio Fernández Cuevas i José Sabau, música de P.Marquina i A.Saco del Valle
- La neurastenia de Satanás, humorada cómico-lírico-bailable en un acto, dividido en seis cuadros (1910), llibret de Sebastián Alonso y Gómez i Pedro Muñoz Seca, música d'A.Saco del Valle i Luis Foglietti Alberola[n 2]
- Tontín y Tontina, juguete lírico en un acto (1903), llibret d'Enrique Ayuso Miguel i Ernesto Polo López[n 2]
- La tormenta, zarzuela en un acto y cuatro cuadros (1909), amb llibret de Cayetano del Castillo[n 2]
- El traje misterioso, bufonada lírica en un acto y tres cuadros (1894), llibret de Ricardo Curros Cápua i Juan Lorente de Urraza[n 2]
- El trompeta minuto, zarzuela en un acto, dividido en tres cuadros (1907), llibret de Luciano Boada Gómez i Manuel de Castro y Tiedra[n 2]

- Altres sarsueles: Las alegres modistillas o el botijo de Alicante, La alegría del barrio (1896), Aquí y en Valladolid (1910), La bella condesita, zarzuela infantil en un acto (1893), Los besugos (1899), La capilla de palacio, La corza blanca (1910), La czarina (1892), «De polo a polo». (1894), Don Pedro el Cruel (1908), En paños menores (1903), Excelsior, La Flor de la montaña (1894), Horas de sol, «La indiana». (1892), Maese Eli (1910), Mari Nieves (1911), El naranjal (1908), «Rey y reina». (1918), «La soberbia humillada». (1893, sarsuela infantil), «La tierruca». (1900), Tres artistas extranjeros, Tropa ligera (1909), El túnel (1904), La última ofensa (1909), Un sí y un no (1895), Un tío modelo

## Música religiosa
- A Te
- Angelus
- Ave María para canto y piano (1906)
- Canto de Navidad (1924)
- Ego sum panis vino (1926)
- Misa de San Carlos Borromeo, para gran orquesta (1915)
- Misa en do mayor (1920)
- Misa en mi bemol (1922), per a cinc veus i orquestra
- Misa en sol (1916)
- Oh, Sanctissima! (1915), motet per a tenor i baix

### Enregistraments
1. ↑  DC Rubio, Pedro (clarinet); Benavides, Ana (piano). El clarinete en torno a la generación del 27.  Madrid: Bassus ediciones, 2009.
2. 1 2  DC Benavides, Ana (piano). Piano inédito español del siglo XIX. Volum V.  Madrid: Bassus ediciones, 2010.
3. ↑  «Interpretació de "Bailén", al Youtube». [Consulta: 1r maig 2014].
4. ↑  «Interpretació de "Legionarios y Regulares", al Youtube». [Consulta: 1r maig 2014].
5. ↑  Disc de 78 r.p.m. Banda de los Ingenieros (Madrid). Recepción.  s.l.: La Cie The Gramophone and Typewriter Ltd. et Sociétés et Filiales, s.a.